# Velika Solina
Velika Solina is een plaats in de gemeente Glina in de Kroatische provincie Sisak-Moslavina. De plaats telt 169 inwoners (2001).